# Olympique Gymnaste Club de Nice 1975-1976
Questa voce raccoglie le informazioni riguardanti l'Olympique Gymnaste Club de Nice nelle competizioni ufficiali della stagione 1975-1976.

## Stagione
All'inizio della stagione il Nizza prevalse sulla bagarre per il comando della classifica del campionato; inseguiti dall'Olympique Lione e dall'Olympique Marsiglia, i nizzardi mantennero il primato della classifica per gran parte del girone di andata, subendo nel finale una rimonta da parte del Saint-Étienne che piazzò il sorpasso definitivo all'ultima giornata. Nella tornata conclusiva il Nizza lottò contro diverse squadre per ottenere l'accesso alla Coppa UEFA, ottenendo sei risultati utili consecutivi nelle ultime gare la squadra si assicurò la qualificazione con un turno di anticipo e, all'ultimo turno, il secondo posto; aggiungendo i punti bonus ottenuti grazie alle vittorie con più di tre reti di scarto, i nizzardi concluderanno il campionato a tre punti dalla vetta.
In Coupe de France il Nizza eliminò Montluçon e Bordeaux, uscendo agli ottavi di finale per via di una sconfitta per 4-0 inflitta dal Bastia nella gara di ritorno.

## Maglie e sponsor
Lo sponsor tecnico per la stagione 1975-1976 è Le Coq Sportif.
| Manica sinistra · Manica sinistra · Maglietta · Maglietta · Manica destra · Manica destra · Pantaloncini · Calzettoni |

## Organigramma societario
Area direttiva
- Presidente: Roger Loeuillet

Area organizzativa
- Segretario generale: René Matteudi

Area tecnica
- Allenatore: Vlatko Marković
- Allenatore in seconda: Ferry Koczur, Léon Rossi

Area sanitaria
- Massaggiatore: Christian Gal

## Calciomercato

### Sessione estiva
| Acquisti | Acquisti          | Acquisti    | Acquisti |
| R.       | Nome              | da          | Modalità |
| -------- | ----------------- | ----------- | -------- |
| P        | Guy Delhumeau     | Boulogne    |          |
| D        | Josip Katalinski  | Željezničar |          |
| C        | Alain Collina     | Ajaccio     |          |
| C        | Jean-Marc Guillou | Angers      |          |

| Cessioni | Cessioni        | Cessioni     | Cessioni |
| R.       | Nome            | a            | Modalità |
| -------- | --------------- | ------------ | -------- |
| D        | Francis Isnard  | Cannes       |          |
| C        | Leif Eriksson   | Cannes       |          |
| A        | Georges Lautard | Rapid Menton |          |
| A        | Charly Loubet   | Cannes       |          |

## Risultati

### Andamento in campionato
| Giornata  | 1 | 2 | 3 | 4 | 5 | 6 | 7 | 8 | 9 | 10 | 11 | 12 | 13 | 14 | 15 | 16 | 17 | 18 | 19 | 20 | 21 | 22 | 23 | 24 | 25 | 26 | 27 | 28 | 29 | 30 | 31 | 32 | 33 | 34 | 35 | 36 | 37 | 38 |
| --------- | - | - | - | - | - | - | - | - | - | -- | -- | -- | -- | -- | -- | -- | -- | -- | -- | -- | -- | -- | -- | -- | -- | -- | -- | -- | -- | -- | -- | -- | -- | -- | -- | -- | -- | -- |
| Luogo     | C | T | C | T | C | T | C | T | C | T  | C  | C  | T  | C  | T  | C  | T  | C  | T  | C  | T  | C  | T  | C  | T  | C  | T  | C  | T  | T  | C  | T  | C  | T  | C  | T  | C  | T  |
| Risultato | V | V | V | N | V | N | V | N | V | P  | N  | V  | P  | V  | N  | V  | P  | N  | N  | V  | P  | N  | P  | V  | P  | N  | N  | V  | V  | P  | V  | P  | V  | N  | V  | N  | V  | N  |
| Posizione | 2 | 1 | 1 | 1 | 1 | 1 | 1 | 1 | 1 | 1  | 1  | 1  | 1  | 1  | 1  | 1  | 1  | 2  | 2  | 2  | 2  | 2  | 2  | 2  | 3  | 5  | 6  | 4  | 3  | 5  | 4  | 5  | 4  | 3  | 3  | 2  | 2  | 2  |

Fonte:  France » Ligue 1 1975/1976 » Schedule, su worldfootball.net.
Legenda:

Luogo: C = Casa; T = Trasferta. Risultato: V = Vittoria; N = Pareggio; P = Sconfitta.